# 池田香峯子
池田 香峯子（いけだ かねこ、旧姓：白木 かね、1932年〈昭和7年〉2月27日 - ）は、日本の教育者。ビジャ・マリア大学名誉教授。池田大作の妻。サンタマリア大学名誉法学博士号取得。

## 経歴
東京都出身。日蓮正宗の信徒であった白木家の白木薫次の娘として生まれる。父の薫次は砂糖取引会社の常務で、創価学会理事を歴任した幹部であった。また、プロ野球選手・参議院議員の白木義一郎は従兄弟にあたる。小学4年生のときに創価学会に入信。
1952年（昭和27年）5月3日、当時創価学会の参謀室長だった池田大作と結婚。大作との間には3男（池田博正・池田城久・池田尊弘）をもうけた。
2007年（平成19年）3月21日、サンタマリア大学名誉法学博士号を取得。2016年（平成28年）12月7日、アルゼンチンにあるビジャ・マリア大学の名誉教授に就任する。
2023年（令和5年）5月22日、夫の大作と共に韓国・京畿道城南市の名誉市民称号を授与された。

## 著書
- 『夫婦抄』（2005年1月8日、主婦の友社）
- 『香峯子抄―夫・池田大作と歩んだひとすじの道』（2010年11月17日、主婦の友社）